# فرانشيسكو كاساتا
فرانشيسكو كاساتا (بالإيطالية: Francesco Cassata)‏ (16 يوليو 1997 في إيطاليا - ) هو لاعب كرة قدم إيطالي في مركز الوسط.

## روابط خارجية
- فرانشيسكو كاساتا على موقع قاعدة بيانات كرة القدم.إي يو (الإنجليزية)
- فرانشيسكو كاساتا على موقع Soccerway.com (الإنجليزية)
- فرانشيسكو كاساتا على موقع عالم كرة القدم.نت (الإنجليزية)